# Пяулокас, Пранас
Пранас Пяулокас (лит. Pranas Piaulokas; 2 июня 1945, дер. Пиктишкяй Клайпедский район, Литовская ССР — 12 мая 2008, Вильнюс) — литовский и советский актёр театра и кино, режиссёр. Народный артист Литовской ССР (1985). Лауреат Государственной премии Литовской ССР (1986).

## Биография
После окончания в 1969 году Литовской государственной консерватории начал работать в Шяуляйском драматическом театре. Вся творческая деятельность актёра была связана любимым театром. В 1993—1994 годах — художественный руководитель этого театра. В 1995—2006 годах — заведующий литературной частью.

## Избранные театральные работы
Сыграл почти сто различных характерных ролей. Среди образов созданных П. Пяулокасом: Орфей («Эвридика» Жана Ануя), Ян («Фрёкен Юлия» А. Стриндберга), Скиргайла («Скиргайла» В. Креве), Люцифер («Каин» Байрона), Сганарель («Дон Жуан, или Каменный пир» Мольера), Исак Борг («Земляничная поляна» Бергмана), Понтий Пилат («Мастер и Маргарита» М. Булгакова), Доктор Ранк («Кукольный дом» Г. Ибсена), Дэвид («Mefibosetas» Ч. Милоша), Паниковский («Золотой телёнок» И. Ильфа и Е. Петрова) и многие другие.
Поставил несколько спектаклей в драмтеатре Шяуляя.

## Избранная фильмография
- 1970 — Вся правда о Колумбе — Педро, революционер
- 1970 — Мужское лето — член отряда «лесных братьев»
- 1972 — Геркус Мантас — Ауктума
- 1973 — Молчание доктора Ивенса — Лацки
- 1975 — День возмездия — помещик Людвик Завиша
- 1978 — Удивительные приключения в Шяуляй (короткометражный) — ковбой
- 1978 — Блуждающие огоньки — Тень учёного, ставшая человеком
- 1985 — Зодиак — Друг
- 2008 — Вечный двигатель — отец Ронаса

## Награды
- Заслуженный артист Литовской ССР (1977)
- Народный артист Литовской ССР (1985)
- Государственная премия Литовской ССР (1986)
- Премия Министерство культуры Литвы им. Potencijos Pinkauskaitės (2002)
- Медаль ордена «За заслуги перед Литвой» (2005)
- Почётный гражданин г. Шяуляй (2006)
- Премия Правительства Литвы в области культуры и искусства (2008)
- Семь раз был удостоен премии им. А. Грицюса в категории лучший актёр сезона.

## Память
В 2009 году был снят документальный фильм, посвящённый памяти Пранаса Пяулокаса «Джентльмен сцены».